# Ninel Kameraz-Kos

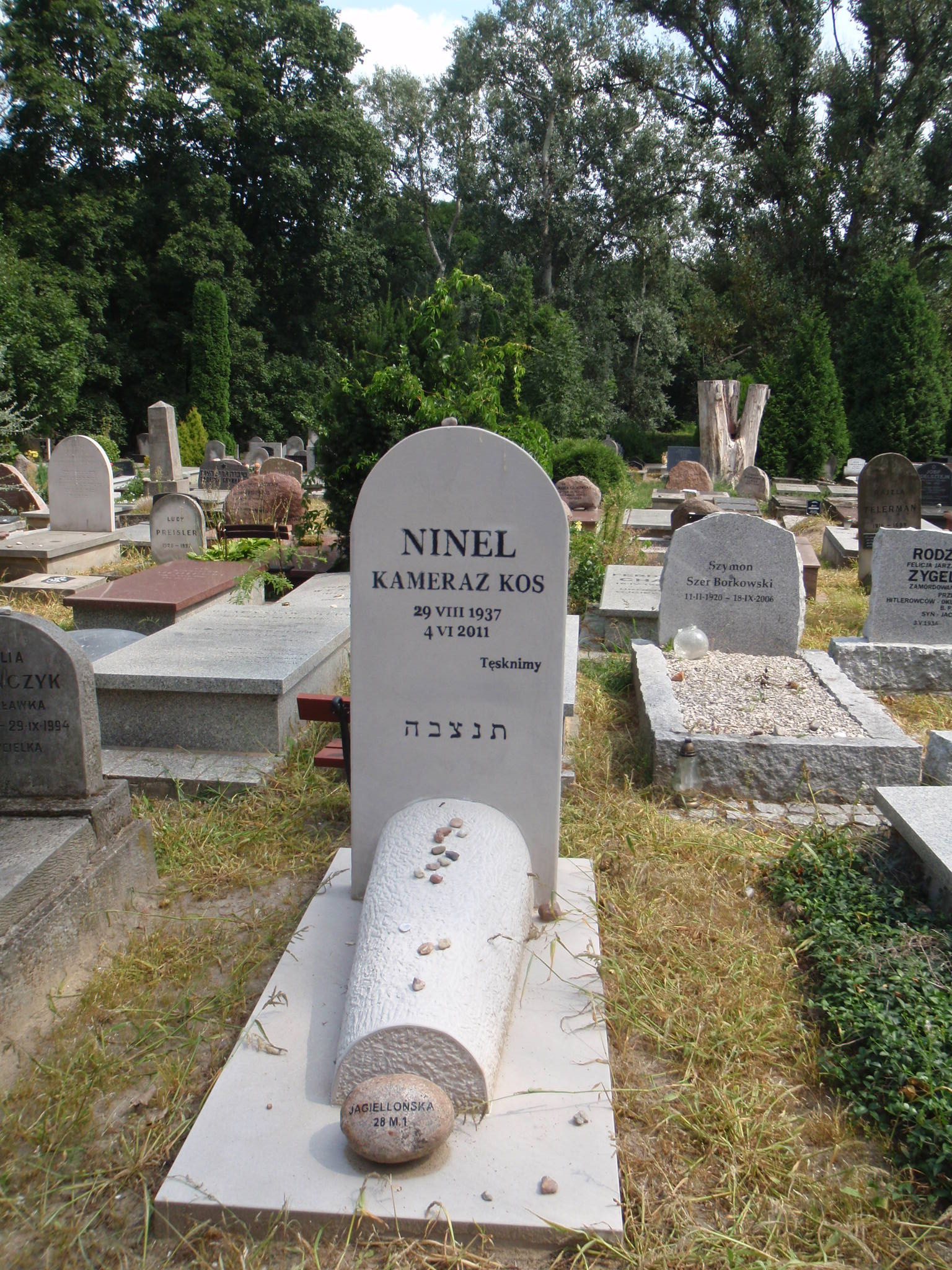
Grób Ninel Kameraz-Kos na cmentarzu żydowskim w Warszawie

Ninel Kameraz-Kos (ur. 29 sierpnia 1937 w Moskwie, zm. 4 czerwca 2011 w Warszawie) – polska malarka, badaczka religii i obyczajów Żydów polskich, wieloletnia pracowniczka Działu Dokumentacji Zabytków Żydowskiego Instytutu Historycznego. Honorowa obywatelka miasta Tykocina.

## Życiorys
Urodziła się w Moskwie w rodzinie żydowskiej, jako córka działacza komunistycznego i aktywisty społecznego Chaskiela Kameraza (1903–1971) i jego żony Bejli (1905–1968). Na cześć Włodzimierza Lenina otrzymała imię, będące ananimem jego pseudonimu. Absolwentka Wydziału Elektroniki Politechniki Wrocławskiej. Brała udział w Dniach Judaizmu, zorganizowanych przez ojców werbistów w Pieniężnie w kwietniu 1986.
Malowała obrazy i tworzyła biżuterię. W swoim mieszkaniu na warszawskiej Pradze przy ulicy Jagiellońskiej prowadziła wraz z mężem salon artystyczny.
Zmarła 4 czerwca 2011 w Warszawie. Została pochowana trzy dni później na cmentarzu żydowskim przy ulicy Okopowej w Warszawie (kwatera 2).
Hanna Krall poświęciła jej rozdział w swojej książce Dowody na istnienie (rozdział Drzewo, część 3; Poznań 1995, Wydawnictwo a5, s. 41–42).

## Życie prywatne
Była żoną fizyka, filozofa i poety Bohdana Kosa (ur. 1941), z którym miała dwóch synów: reżysera teatralnego Łukasza (ur. 1970) i rabina Mateusza (ur. 1972).

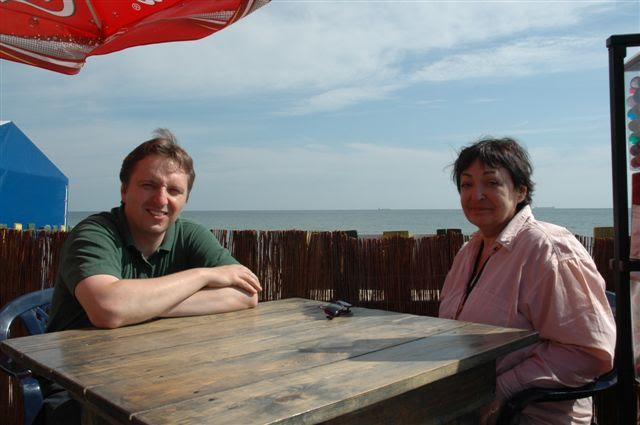
Sławomir Sikora i Ninel Kameraz-Kos

Jej dom był otwarty, a jak wspomina Sławomir Sikora, klucz do niego w Warszawie miało ok. 50 osób:
Któregoś razu, kiedy siedziałem w ŻIH-u przy czymś wyjątkowym, Ninel wręczyła mi klucze do swojego mieszkania na Jagiellońskiej. W naszym spotkaniu uczestniczyli jeszcze Ula [Fuks] i Jan [Jagielski]. Zaskoczyła mnie tym. Odpowiedziałem, że mam gdzie mieszkać. Mieszkałem u brata. Nalegała, żebym jednak wziął klucze, że jak będę chciał, to zawsze mogę się zatrzymać u niej. „Taki klucz” – powiedziała Ninel – „w Warszawie ma ok. 50 osób. Dlatego, kiedy będziesz chciał pomieszkać przez kilka dni, to możesz” – stwierdziła Ninel. Jeszcze dodała, a raczej postawiła jeden warunek: mam wpierw zadzwonić i umówić się. Dom Ninel był otwarty dla wielu osób. (…) Z Ninel dużo rozmawialiśmy wieczorami, kiedy wracałem gdzieś z moich wojaży. Telewizor był u Ninel, ale bardzo rzadko z niego korzystaliśmy. Brałem udział w wielu spotkaniach z niezwykłymi ludźmi. Dom Ninel to był tygiel kulturalny, wyjątkowe miejsce. Stał się moją śluzą do wolności. Ninel zabierała mnie na odczyty, spotkania autorskie, koncerty, wycieczki. Między innymi dzięki Ninel poznałem Janusza Głowackiego, być może na jakimś jego wieczorze autorskim. Dziś mogę tylko wzdychać za tymi chwilami. Bardzo dobry czas. Ninel dała mi poczucie bezpieczeństwa, nie czułem się już bezdomnym. Wyposażyła w wiedzę, dzięki której wiele przeszkód mogłem ominąć.

## Publikacje
Publikowała na temat kultury i tradycji polskich Żydów. Jej najważniejsze dzieło to książka Święta i obyczaje żydowskie, mająca do 2008 roku dziewięć wydań.

## Upamiętnienie
Poświęcono jej część wystawy Prawobrzeżne (listopad 2023 – lipiec 2024) w warszawskim Muzeum Pragi.